# Dysmilichia erastrioides
Dysmilichia erastrioides är en fjärilsart som beskrevs av Brandt 1938. Dysmilichia erastrioides ingår i släktet Dysmilichia och familjen nattflyn. Inga underarter finns listade i Catalogue of Life.